# Доктор на свободе
«Доктор на свободе» (англ. Doctor at Large) — британский комедийный фильм режиссёра Ральфа Томаса. Третий из семи серии фильмов про доктора Саймона Спэрроу. В главных ролях — Дерк Богард, Мэриэл Павлов и Дональд Синден.

## Сюжет
Доктор Саймон Спэрроу после увольнения с работы старшим домашним хирургом, устраивается на врачебную практику. Затем, короткое время работает у доктора Поттера-Шайна на улице Харли-стрит, обслуживая в основном аристократию. Через три месяца устраивается врачом сельской практики.
Врач Тони Бенскин после несдачи экзамена на медицинскую степень едет в Ирландию, где покупает поддельный сертификат, вследствие чего становится частным врачом пожилой дамы из графства Уилтшир.
Спэрроу и Бенскин вместе отдыхают во Франции и спасают жизнь губернатору Сент-Суизина. В благодарность, губернатор устраивает  Спэрроу на медицинскую подготовку у сэра Ланселота Спратта, Бенскина — личным врачом махараджи.

## В ролях
- Дерк Богард — доктор Саймон Спэрроу
- Мэриэл Павлов — Джой Гибсон
- Дональд Синден — Бенскин
- Джеймс Робертсон Джастис — сэр Ланселот Спратт
- Ширли Итон — медсестра Нан Макферсон
- Дерек Фарр — доктор Поттер-Шайн
- Майкл Медуин — доктор Чарльз Бингем
- Мартин Бенсон — махараджи
- Эдвард Чепмен — Уилкинс
- Джордж Кулурис — Песко
- Энн Хейвуд — Эмеральд
- Барбара Мюррей — Китти
- Дэнди Николс — женщина в больнице
- Эрнест Тесайджер — первый экзаменатор
- Джордж Рельф — доктор Фергюсон

## Критика
Variety назвала фильм «смесью легкой комедии и сентиментальной драмы» и отметив «выдающиеся игру Джеймса Джастиса». The New York Times отметила фильм как  «использующий вс те же рабочие приемы».

### Прокат
Фильм стал самой кассовой картиной года в британском прокате после музыкальной комедии «Высшее общество».